# Native Tongue (boekenserie)
De Native Tongue-trilogie is een drietal sciencefiction-romans van de hand van Suzette Haden Elgin. Het zijn ongebruikelijke boeken niet alleen omdat ze vrij radicale feministische sciencefiction zijn, maar ook omdat ze linguïsten in de hoofdrol stellen. Ongebruikelijk is ook dat het derde deel anders van karakter is dan de eerste twee.

## Fictionele wereld
Het verhaal start zo'n twee eeuwen na de verschijningsdatum van het eerste boek. Er zijn twee in het oog lopende kenmerken.
Ten eerste dat buitenaardse intelligente wezens contact gelegd hebben met de aarde. Er zijn velerlei buitenaardse beschavingen en deze wisten al lang van het bestaan van mensen, maar ook dat deze (met name mannen) nog lang niet afdoende beschaafd waren om normale betrekkingen mogelijk te maken. Nu hebben zij gemerkt dat de mensheid zich opmaakt tot serieuze ruimtevaart en dus naar hen toe zal komen. Uit voorzorg leggen ze toch maar contact, dit in de hoop dat door dit contact de mensheid (lees: mannelijke mannen) alsnog een hoger niveau van beschaving weet te bereiken. Hierbij zijn zij bereid tot (gelimiteerde) handel, onder andere in apparaten die technologisch het menselijk begrip te boven gaan. Voor deze handel zijn menselijke linguïsten nodig die buitenaardse talen kunnen leren: de meest effectieve linguïsten (door anderen Lingoes genoemd) zijn in deze toekomst geconcentreerd in een aantal grote huishoudens (Lines), waar iedereen zich monomaan met taal bezig houdt. Deze huishoudens verdienen veel geld, maar leven heel eenvoudig om te proberen jaloezie te vermijden.
Het tweede belangrijke kenmerk is dat vrouwen juridisch handelingsonbekwaam zijn verklaard: ze mogen geen beslissing van enige betekenis nemen zonder de toestemming van een man. Door de toevoer van nieuwe technologische apparaten kunnen vrouwen toch een luxe leven leiden (het is dus een mengeling van een dystopie en een utopie). Dit geldt niet voor de vrouwen van de linguïsten; de mannen leven met opzet heel bescheiden en zien erop toe dat hun vrouwen nog armoediger leven.

## Titels
- Native Tongue (1984)
- The Judas Rose (1987)
- Earthsong (1993)

De boeken zijn oorspronkelijk uitgegeven door DAW Books in de VS (later heruitgegeven door The Feminist Press), en door The Women's Press in het VK.
Er bestaan luisterboek en digitale versies van, en er zijn ook vertalingen uitgegeven, maar niet van elk boek in evenveel talen.

## Algemene karakteristieken
De focus van het verhaal ligt bij de vrouwen van één huishouden van linguïsten (Chornyak Household). De linguïsten die nodig zijn om het contact met de buitenaardse beschavingen te handhaven, worden gecreëerd door baby's al snel na de geboorte bloot te stellen aan buitenaardse wezens, zodat ze hun taal absorberen. Dit een aantal uren per dag; verder krijgen kinderen de normale opvoeding (met veel taalkunde). Buiten de taalkundige arbeid werken meisjes en vrouwen dag en nacht, omdat personeel niet is toegestaan (een enkele verpleegster uitgezonderd).
Stiekem beramen de vrouwen een plan om eerst zichzelf en dan de mensheid te redden met taalkunde. Ze ontwerpen een speciale taal (Láadan) waarmee vrouwen in het bijzonder, maar in het algemeen iedereen die de taal zou leren, fijne nuances, zoals waargenomen door vrouwen, kunnen uitdrukken. In het eerste boek blijkt deze taal boven verwachting goed te werken: door zich onderling beter uit te kunnen drukken gaan vrouwen handiger om met mannen, zodat de mannen hun vrouwen aardiger vinden en zich beschaafder gaan gedragen.
Het tweede boek gaat over de vraag hoe, nu de taal zo goed blijkt te werken binnen de huishoudens van linguïsten, deze taal ook buiten die huishoudens te verbreiden (zonder dat de mannen die de macht hebben dit in de gaten krijgen). Aanmerkelijke delen van het tweede boek worden verteld vanuit het gezichtspunt van een van de mannen die zich inspannen om het probleem erger te maken (maar die zelf ook vinden dat ze de mensheid aan het redden zijn).
Het derde boek is in veel opzichten anders dan de eerste twee. De buitenaardse beschavingen hebben de hoop opgegeven dat mannen op korte termijn te beschaven zijn. Zij stellen een quarantaine in voor alle mensen totdat mannen genezen zijn van hun gewelddadige neigingen. Omdat de mensheid is gaan vertrouwen op de toevoer van apparaten met geavanceerde technologie komt nu een veelheid van problemen af op de mensheid. De vrouwen moeten een nieuw plan bedenken om de mensheid te redden (nog steeds zonder dat de mannen die de macht hebben dit in de gaten krijgen). Zodoende is er een breuk in de verhaallijn, maar ook de vorm is anders. Waar de eerste twee boeken reguliere romans zijn, wordt het derde boek naarmate het vordert in toenemende mate fragmentarisch van vorm.